# Waleri Belenki
Waleri Belenki (russisch Валерий Владимирович Беленький Waleri Wladimirowitsch Belenki; * 5. September 1969 in Baku, Sowjetunion) ist ein ehemaliger deutscher Kunstturner und jetziger Kunstturntrainer. Er wurde 1992 Olympiasieger mit der Mannschaft der GUS-Staaten und je zweimal Weltmeister am Seitpferd und mit der Mannschaft.
In der Kunstturn-Bundesliga trat er mit der WKTV Stuttgart an und wurde mehrfach Deutscher Mannschaftsmeister. Belenki ist 1,63 Meter groß.

## Biografie
Belenki hat deutsche und jüdische Wurzeln; sein Großvater war kurz nach der Jahrhundertwende aus Bayern in das spätere Gebiet der Wolgadeutschen Republik ausgewandert.
Er wuchs in der damaligen aserbaidschanischen Republik in der Sowjetunion auf. Mit zehn Jahren kam er in die „Talentschmide“ nach Moskau. Nach dem Zusammenbruch der Sowjetunion entschloss sich Belenki, nach Deutschland zu gehen („Stuttgart hat mich gleich fasziniert mit seinen Weinbergen und Wäldern ringsum. Bei der WM ist mein Entschluss gereift, in diese Stadt auszuwandern.“) Am 1. Februar 1994 bekam er die deutsche Staatsbürgerschaft verliehen.

## Turnerlaufbahn
Belenki wurde 1989 in Stuttgart mit dem Team der Sowjetunion Mannschaftsweltmeister. 1991 wurde er am Seitpferd in Indianapolis erstmals Weltmeister an einem Einzelgerät, sowie mit Russland erneut in der Mannschaftswertung. Bei den Olympischen Spielen 1992 in Barcelona gewann er mit der GUS-Mannschaft die Gold- und im Mehrkampf die Bronzemedaille. Nach seinem Staatsangehörigkeitswechsel zu Deutschland wurde er bei den Olympischen Spielen 1996 in Atlanta Siebter mit dem Team und Sechster im Mehrkampf. Ein Jahr später wurde er in Lausanne erneut Weltmeister am Seitpferd, als zweiter Deutscher nach Michael Nikolay 1981. Ein Bizepssehnenriss kurz vor der als letzter internationaler Auftritt geplanten WM 2001 bedeutete das Karriereende.

## Trainerlaufbahn
Seit 1. Januar 2002 ist Belenki Landestrainer beim Schwäbischen Turnerbund, für den er im Kunst-Turn-Forum Stuttgart tätig ist. Dort trainierte er u. a. den dreifachen Europameister und zweimaligen olympischen Silbermedaillengewinner Marcel Nguyen sowie den Olympiateilnehmer Sebastian Krimmer.
Im August 2020 übernahm Belenki die Lehrgangsleitung der deutschen Nationalturner. Im November 2020 wurde er zum Olympiatrainer und im Februar 2022 offiziell zum Cheftrainer benannt. Im November 2024
wurde Jens Milbradt sein Nachfolger. Belenki ist weiterhin am Bundesstützpunkt in Stuttgart tätig.
Daneben ist er noch Turnierdirektor beim DTB-Pokal, dem jährlich in Stuttgart stattfindenden Weltcupturnier.

## Auszeichnungen
- Verdienstorden des Landes Baden-Württemberg (2015)[9]
- Aufnahme in die International Gymnastics Hall of Fame (2015)[10]
- Aufnahme in die International Jewish Sports Hall of Fame (2013)[11]